# Molkenrain
Der Molkenrain (franz.: le Molkenrain) ist eine Bergkuppe der südlichen Vogesen im Département Haut-Rhin (Oberelsass). Sein Gipfelbereich erhebt sich in einer Höhe von 1125 m. Von der Vogesenkammstraße (Route des Crêtes) ist die Bergkuppe zu Fuß in einer halben Stunde erreichbar. Unterhalb des Gipfels liegt in westlicher Richtung die Hütte der Amis de la nature (Naturfreundehaus), von der ein Abstieg nach Thann möglich ist. Im Osten unterhalb des Gipfels liegt die Ferme-Auberge Molkenrain (Bergbauerngasthof) mit Restaurant und Übernachtungsmöglichkeiten. Zwischen Molkenrain und Hartmannsweiler Kopf (Hartmannswillerkopf, Vieil Armand) befindet sich ein großer Ehrenfriedhof für die französischen Gefallenen aus dem Ersten Weltkrieg.
Auf dem Molkenrain wurden etliche Szenen aus dem Film Jules und Jim von François Truffaut gedreht, ein Klassiker des französischen Films und der Nouvelle Vague aus dem Jahre 1962.

## Weblink
- Alpenpanorama vom Molkenrain